# Sloveense Volkspartij

Logo

De Sloveense Volkspartij (Sloveens: Slovenska ljudska stranka) (SLS) is een politieke partij in Slovenië. Op de landbouwconferentie van de ZSMS (29 februari 1988) in Žalec werd het voorstel tot de oprichting van een Sloveense Boerenbond en een Bond van de Sloveense Plattelandsjeugd bediscussieerd. Dit culmineerde op 12 mei 1988 in de oprichting van de Sloveense Boerenbond (Slovenska kmečka zveza) als een vereniging onder de paraplu van de massa-organisatie Socialistische Bond van het Arbeidende Volk. Eerste voorzitter werd Ivan Oman, die bij de verkiezingen van 1990 lid van het collectieve Sloveense presidentschap zou worden. Tegelijk werd een Bond van de Sloveense Plattelandsjeugd opgericht, die onder de paraplu van de ZSMS zou functioneren. De jongerenvoorzitter werd Marjan Podobnik, latere partijleider en schoonzoon van Ivan Oman. 
Na de formalisering van politieke partijen in 1990 werd de boerenbond hernoemd in Sloveense Boerenbond - Volkspartij (Slovenska kmečka zveza - Ljudska stranka). In 1992 noemde de partij zich om in Sloveense Volkspartij. 
Op het gezamenlijke congres van de Sloveense Christendemocraten en de Sloveense Volkspartij op 15 april 2000 gingen beide partijen op in SLS + SKD Slovenska ljudska stranka, van 2001 de hernieuwde Sloveense Volkspartij. Haar belangrijkste leider in deze periode was Janez Podobnik, broer van oud-partijleider Marjan Podobnik. 
De SLS trad na de verkiezingen in 2000 opnieuw toe tot de regering, deze keer onder leiding van Janez Drnovšek. De samenwerking zegde zij echter op 7 april 2004 de samenwerking met Drnovšek op en boden haar drie ministers Franci But, Jakob Presečnik en Ivo Bizjak hun ontslag aan. Uit de daaropvolgende verkiezingen in oktober 2004 kwam zij verzwakt, maar sterker dan verwacht. Tijdens de verkiezingscampagne kwam de toenmalige SLS-voorzitter Janez Podobnik veelvuldig in het nieuws omdat hij aan een omstreden punt aan de Sloveens-Kroatische grens door Kroatische agenten was opgepakt en naar eigen zeggen mishandeld.
De partij is in het Sloveense parlement sinds de eerste vrije verkiezingen in 1990 ononderbroken vertegenwoordigd geweest. De SLS heeft sinds de verkiezingen van 2011 zes zetels in het nationale parlement. Zij behaalde in 2014 één zetel in het Europees Parlement, die in 2019 behouden bleef. De Sloveense Volkspartij is aangesloten bij de Europese Volkspartij. 

## Partijvoorzitters
- Ivan Oman (1988–1992)
- Marjan Podobnik (1992–2000)
- Franc Zagožen (2000–2001)
- Franci But (2001–2003)
- Janez Podobnik (2003–2007)
- Bojan Šrot (2007–2009)
- Radovan Žerjav (2009-2013)
- Franc Bogovič (2013-2014)
- Marko Zidanšek (2014-2018)
- Marjan Podobnik (2018-heden)

## Bekende personen
- Jakob Presečnik

Zie hier voor de historische Sloveense Volkspartij (1905-1945).